# Fred Sterling
Frederick « Fred » Sterling, né le 29 juin 1869 à Dixon (Illinois) et mort le 10 février 1934 à Rockford (Illinois), est un homme politique américain, ancien gouverneur adjoint républicain de l'Illinois.

## Carrière politique

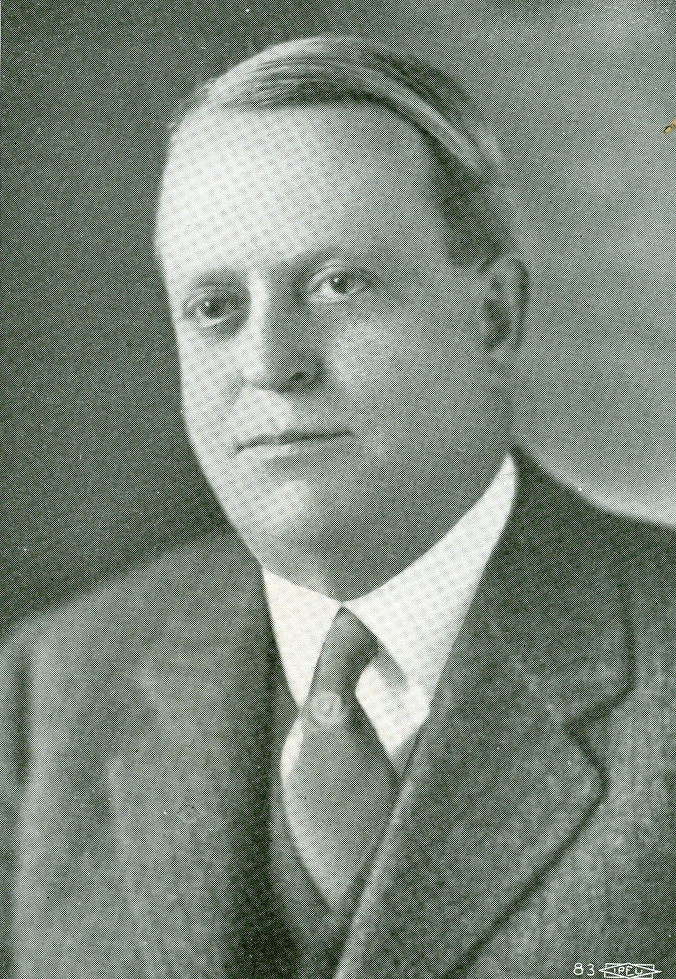
Fred Sterling en 1919.

En 1908, il perd l'investiture républicaine pour le poste de secrétaire d’État. Investit dix ans plus tard par le Parti républicain, il est élu trésorier pour un mandat de deux ans. En 1920, il est élu lieutenant-gouverneur. Il sera réélu à son poste en 1924 et 1928 avant d'être battu en 1932 par le démocrate Thomas Donovan,,.